# Romolo Castellazzi
Romolo Castellazzi (Casale Monferrato, 24 settembre 1911 – ...) è stato un calciatore italiano, di ruolo centrocampista.

## Carriera
Giocò 5 partite in Serie A con il Casale.